# 洪嘉聰
洪嘉聰（1960年—），生於臺灣，台灣企業家，曾任聯友光電財務經理、聯華電子財務長，現任聯華電子董事長、智原科技董事長、矽統科技董事長。

## 生平
洪嘉聰於1960年出生於台灣，畢業於淡江大學會計系，1991年進入聯華電子，起初從財務部經理做起，歷任財務長與資深副總經理。2004年，曾獲機構投資者選為亞洲半導體業最佳財務長。2008年，升任聯華電子董事長，為聯電成立以來、以及半導體產業少見從財務長升任董事長的第一人。
2015年，宣明智自智原董事長一職退休，洪嘉聰兼任智原科技董事長。